# Cathédrale Notre-Dame-de-l'Assomption de Lescar
Cette ancienne cathédrale n’est pas la seule cathédrale Notre-Dame-de-l'Assomption.
La cathédrale Notre-Dame-de-l'Assomption de Lescar est l'ancien siège du diocèse de Lescar, supprimé sous le concordat de 1801 qui le sépare entre le diocèse d'Agen et celui de Bayonne. Désormais co-cathédrale du diocèse de Bayonne, Lescar et Oloron, elle est située dans la ville de Lescar, dans le département français des Pyrénées-Atlantiques. Elle est classée monument historique en 1840.

## Histoire

### Époque médiévale

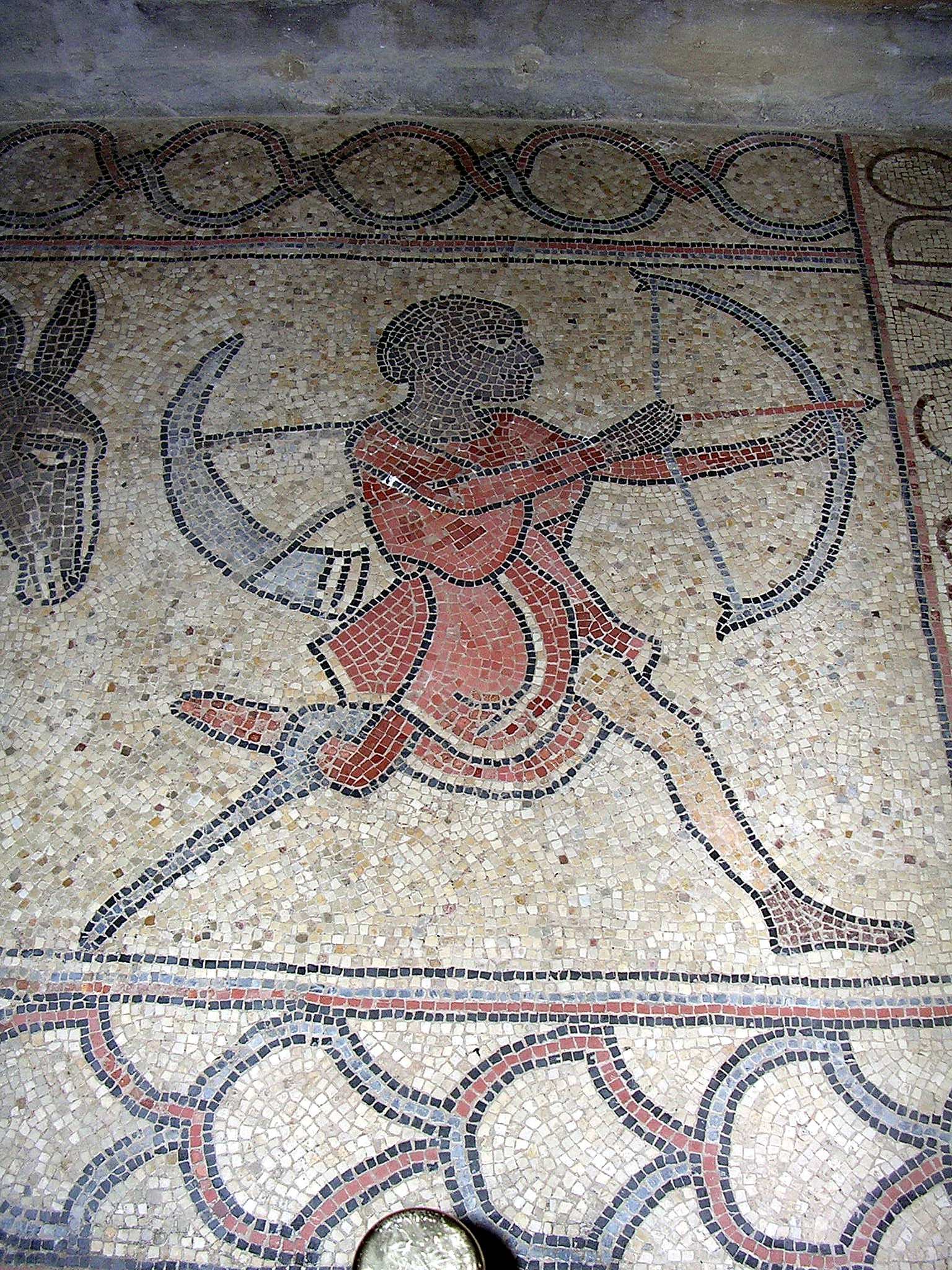
Mosaïque du XIIe siècle.

L’évêché de Beneharnum, fondé par saint Julien, existait dès le Ve siècle, mais la cathédrale se trouvait dans la Basse-Ville et fut détruite par les Normands en 841. La cité se recentra sur la colline, plus facilement défendable, sous l’impulsion du duc de Gascogne Guillaume Sanche. Il y subsistait un baptistère dédié à saint Jean-Baptiste. Un soldat repenti, « Loup-Fort », construisit à sa place une chapelle et un monastère sous le vocable de « Sainte-Marie ».
Au Xe siècle, l'évêché de Lescar remplaça en 980 celui de Beneharnum. En 1062, la chapelle fut consacrée cathédrale et les évêques développèrent autour un groupe épiscopal. En 1120, l'évêque Guy de Lons fit construire l'actuel édifice, qui fut consacré cathédrale par l’évêque d'Auch dès 1145.

### Guerres de Religion
À la fin du XVe siècle, la cathédrale devient la nécropole de la famille d'Albret, devenus rois de Navarre. Jeanne d'Albret, favorable aux idées réformées, fit abattre les images et autels de la cathédrale, saisir son mobilier et l'affecta au culte réformé. Brièvement rendue aux Catholiques lors de l'occupation du Béarn par Terride, elle fut saccagée par les troupes protestantes de Gabriel Ier de Montgomery le 21 août 1569. La châsse de Saint-Galactoire fut détruite et ses ossements brûlés et la tombe de Guy de Lons fut profanée. Dans les jours qui suivirent, tous les biens d'évêque et du Chapitre furent saisis, puis vendus de 1570 à 1573. Les chanoines furent chassés et se retirèrent en partie à Louvigny en Chalosse, où ils demeurèrent jusqu'en 1610 avant de revenir à Lescar, bien que les évêques d'Oloron et de Lescar furent rétablis dans leurs évêchés, et le culte catholique rétabli dans 12 paroisses du Béarn.
Les déprédations subies par la cathédrale entraînèrent des réparations en 1572, mais le manque d'entretien dans les années suivantes furent probablement responsables de l'effondrement d'une partie de la voûte, en 1599 ou 1600, et peut-être aussi d'un clocher. Probablement à la même époque furent perdus les restes des ornements extérieurs des sépultures des rois de Navarre. Le 18 octobre 1620, le roi Louis XIII assista à une messe dans la cathédrale lors des cérémonies du rattachement du Béarn à la couronne de France.

### Époque moderne
Sous l'épiscopat de Jean-Henri de Salette, entre 1628 et 1632, la voûte fut reconstruite et le chœur fut restauré. Au XVIIIe siècle, la pauvreté du diocèse et du clergé ne permettent aucuns travaux de grande ampleur.
Lors de la Révolution, l'évêché de Lescar fut supprimé en 1791. Les archives de l'évêque et du Chapitre furent saisies et disparurent par la suite ; le trésor de la cathédrale fut en majorité fondu. En 1793, la cathédrale fut désaffectée, puis convertie en Temple de la Raison. Son intérieur paraît alors avoir souffert, notamment le mobilier, les autels et les sépultures.
Une importante campagne de restauration débute en 1840 à partir du classement de la cathédrale à l'inventaire des monuments historiques. Cette restauration touche différents points : peinture murales des absidioles, réfection de certains chapiteaux et de modillons, restauration avec dépose de la mosaïque romane, pose d’un nouveau sol en carrelage de Maubeuge. En 1886, l'atelier parisien de Jean-Dominique Facchina restaure la mosaïque romane du chasseur mauresque.

Retables et peinture de l'abside
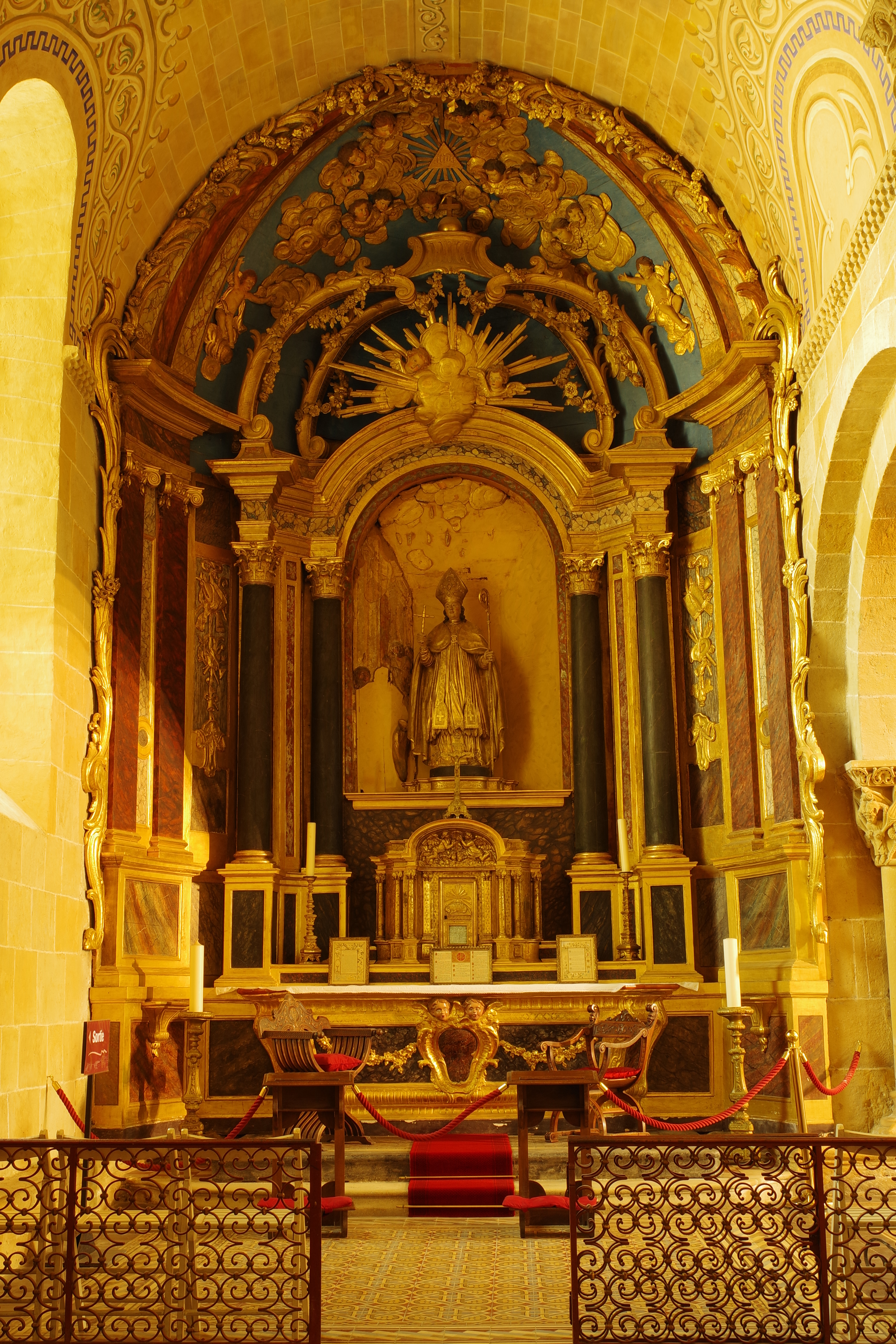
Retable XVIIe siècle
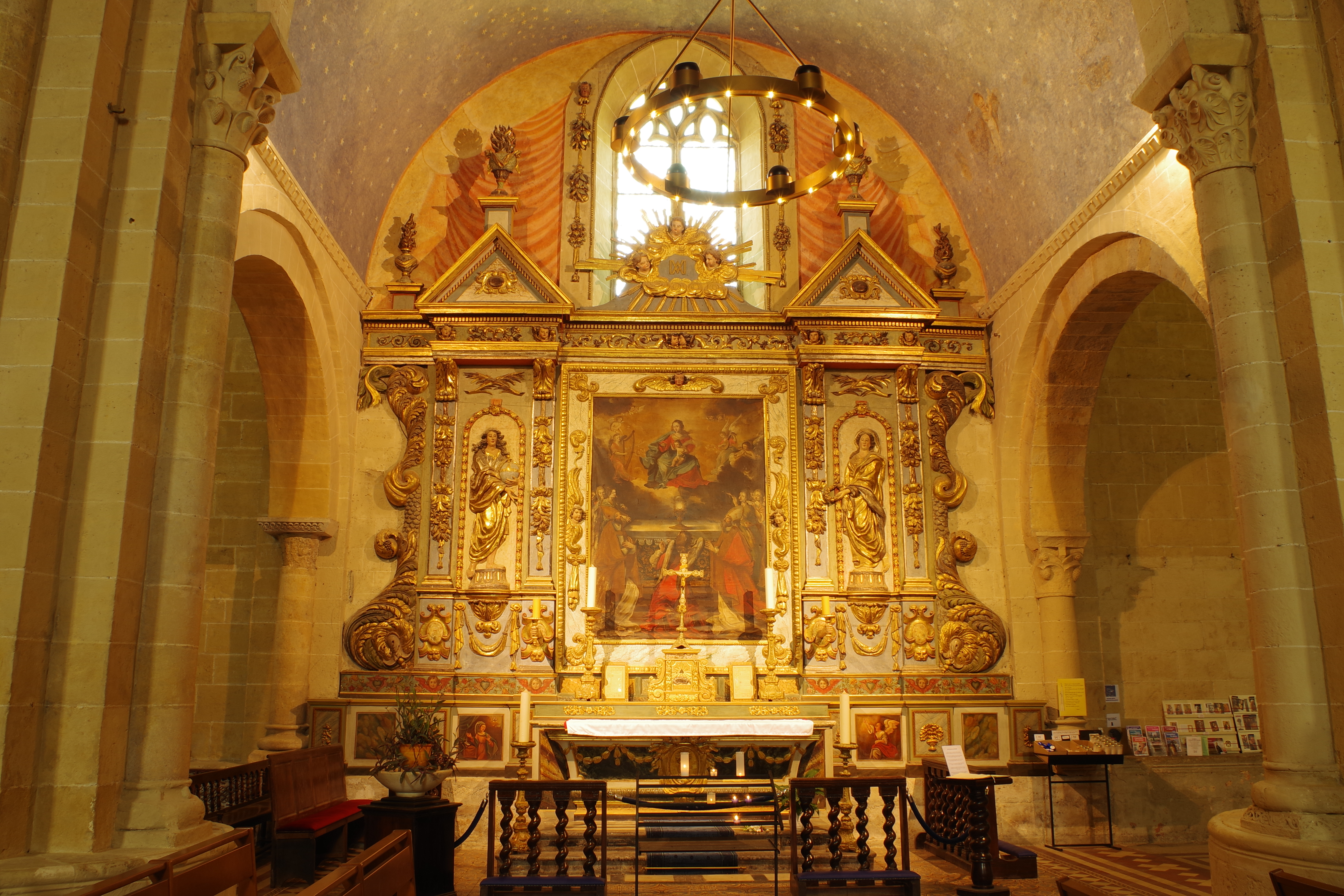
Retable fin XVIIe siècle
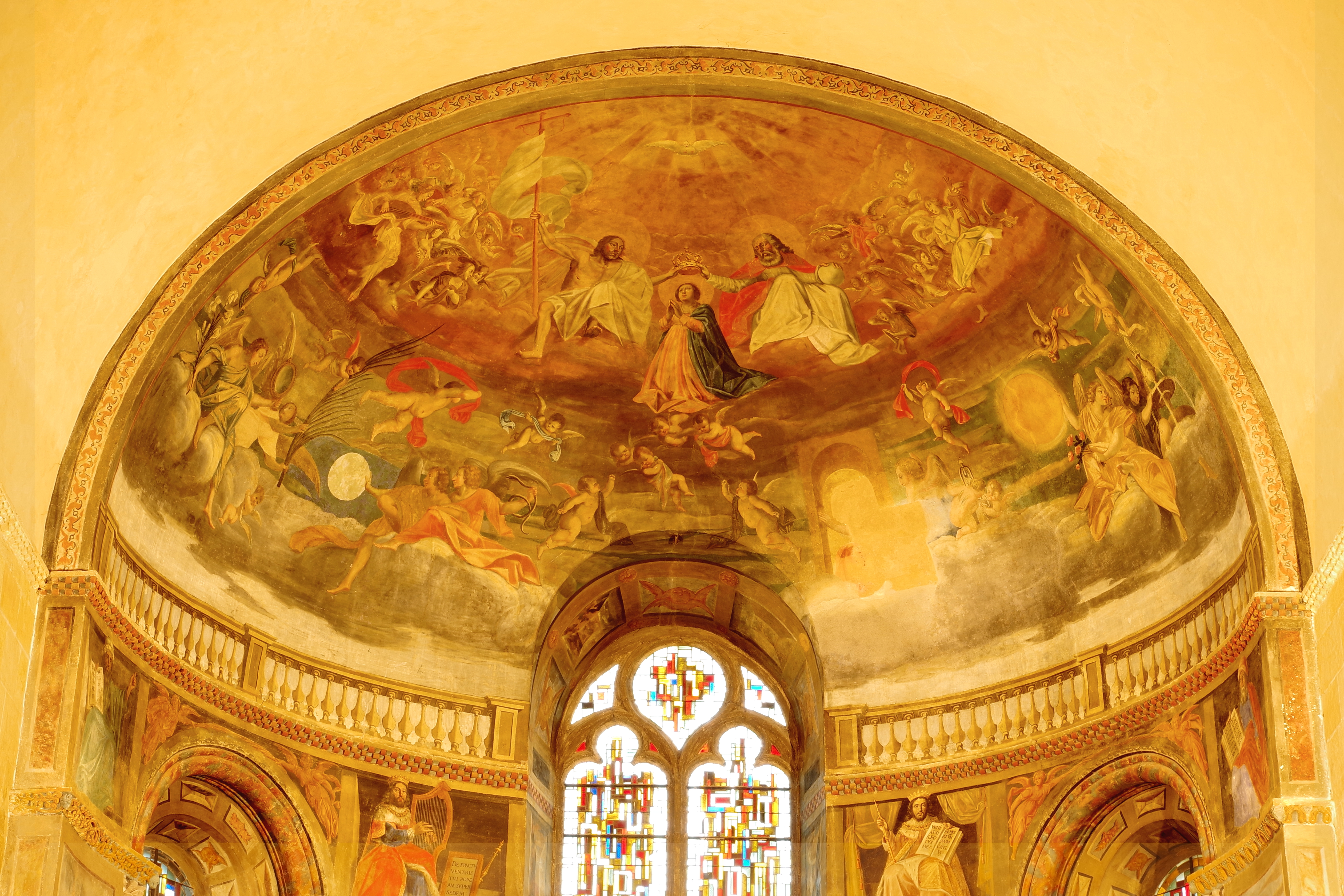
Peinture de l'abside (Dominique Bordes)
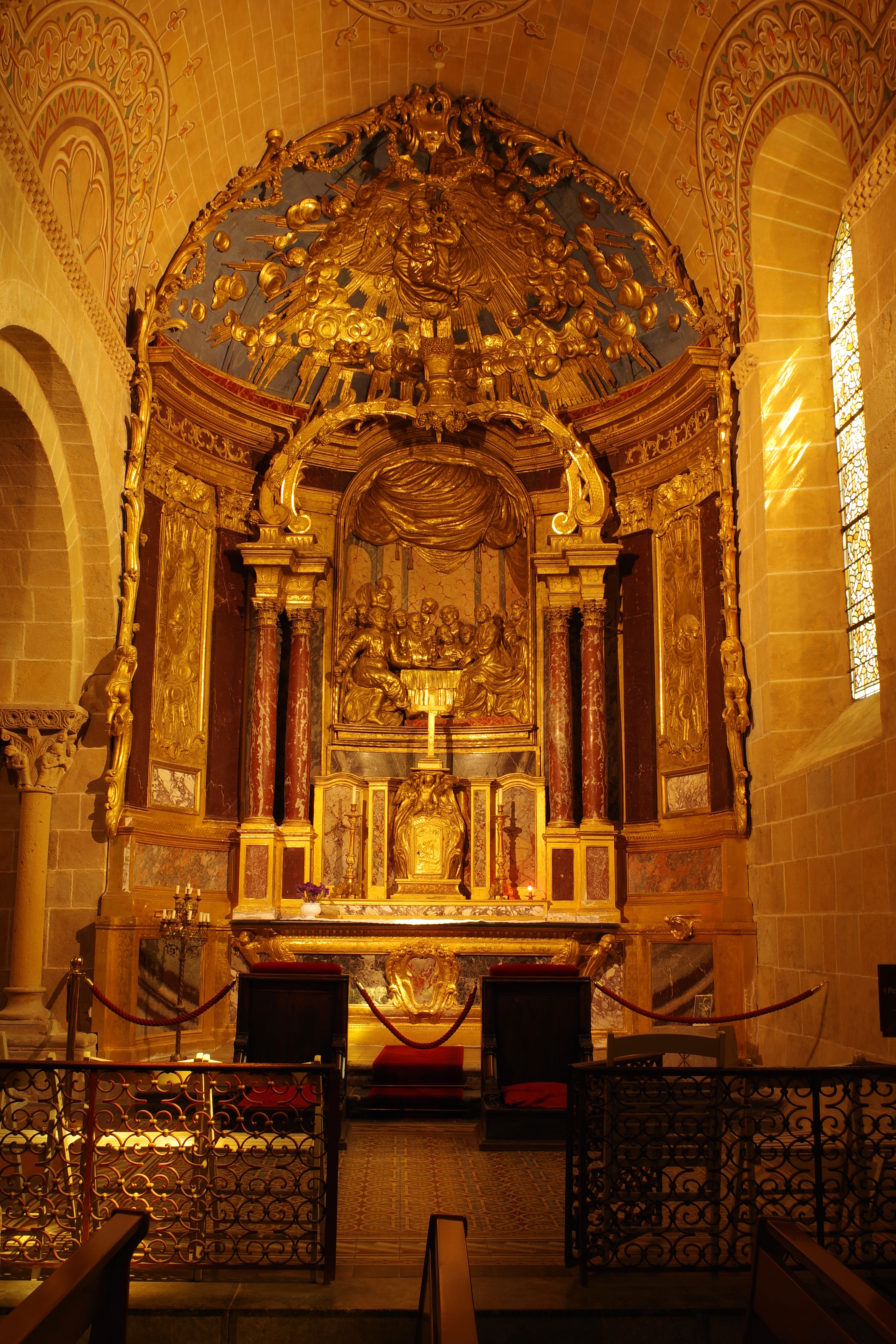
Retable XVIIIe siècle

Depuis 2006, une nouvelle campagne de restauration s'est engagée avec notamment celle de la mosaïque du XIIe siècle qui avait eu à subir le passage d'un climat humide à sec avec le changement de l’assainissement. De nombreuses peintures ont également été reprises, comme le Couronnement de la Vierge derrière l'autel.

## Description
La cathédrale est construite en grès de Lasseube. Le chevet a conservé une architecture romane. La nef est voûtée en berceau plein cintre, les bas-côtés en berceaux transversaux.

### Dimensions
- Longueur : 61 m
- Largeur : 22,5 m
- Hauteur : 15 m

### Chapiteaux
Sur les chapiteaux romans on peut reconnaître des scènes du cycle de Daniel, de la naissance du Christ ou encore le sacrifice d'Abraham. Ces derniers constituent l'un des principaux intérêts de la cathédrale, ils datent partiellement des XVIIe et XVIIIe siècles. Ils occupent une place de choix dans l'art roman régional.

Chapiteaux romans
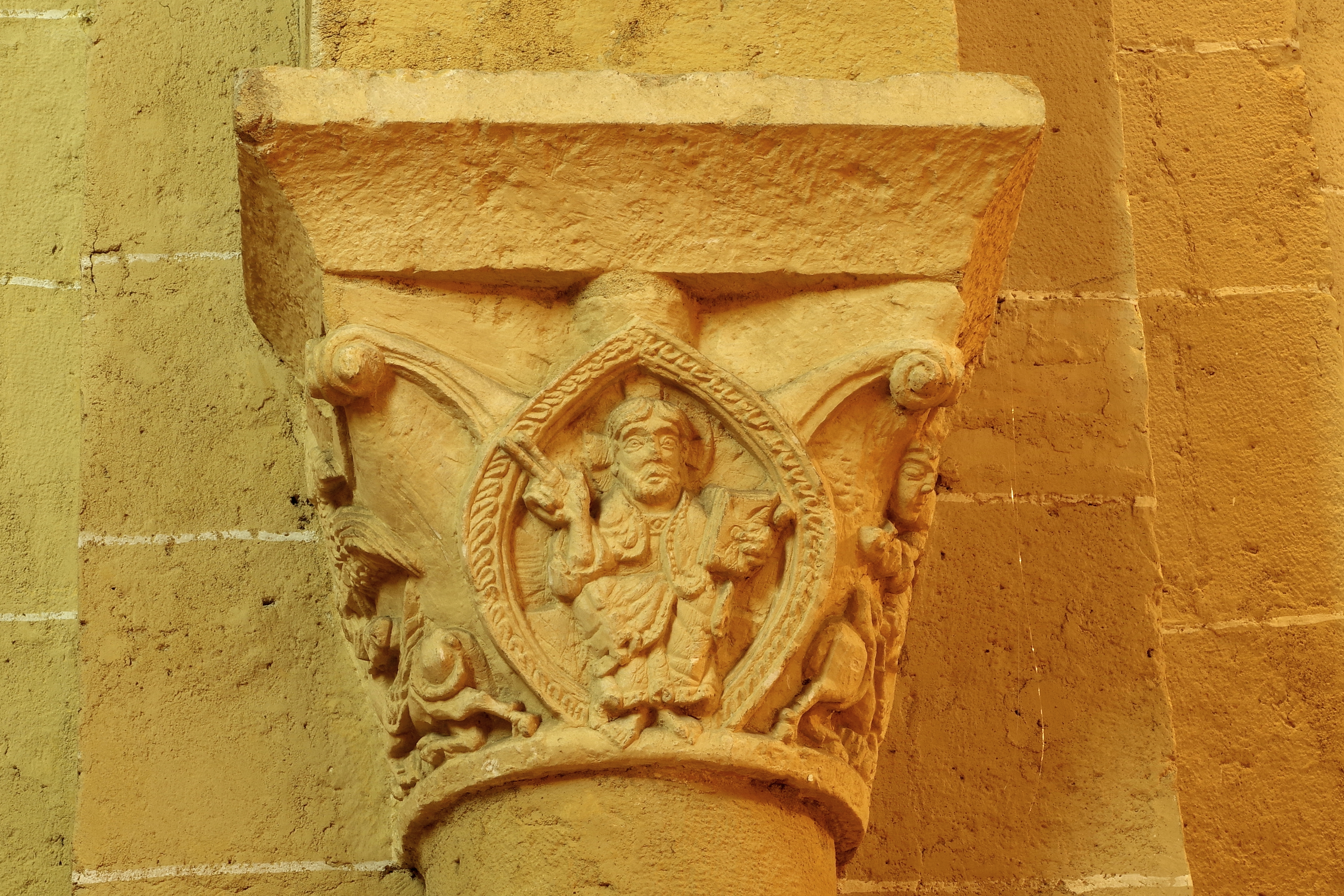
Christ entouré des quatre évangélistes
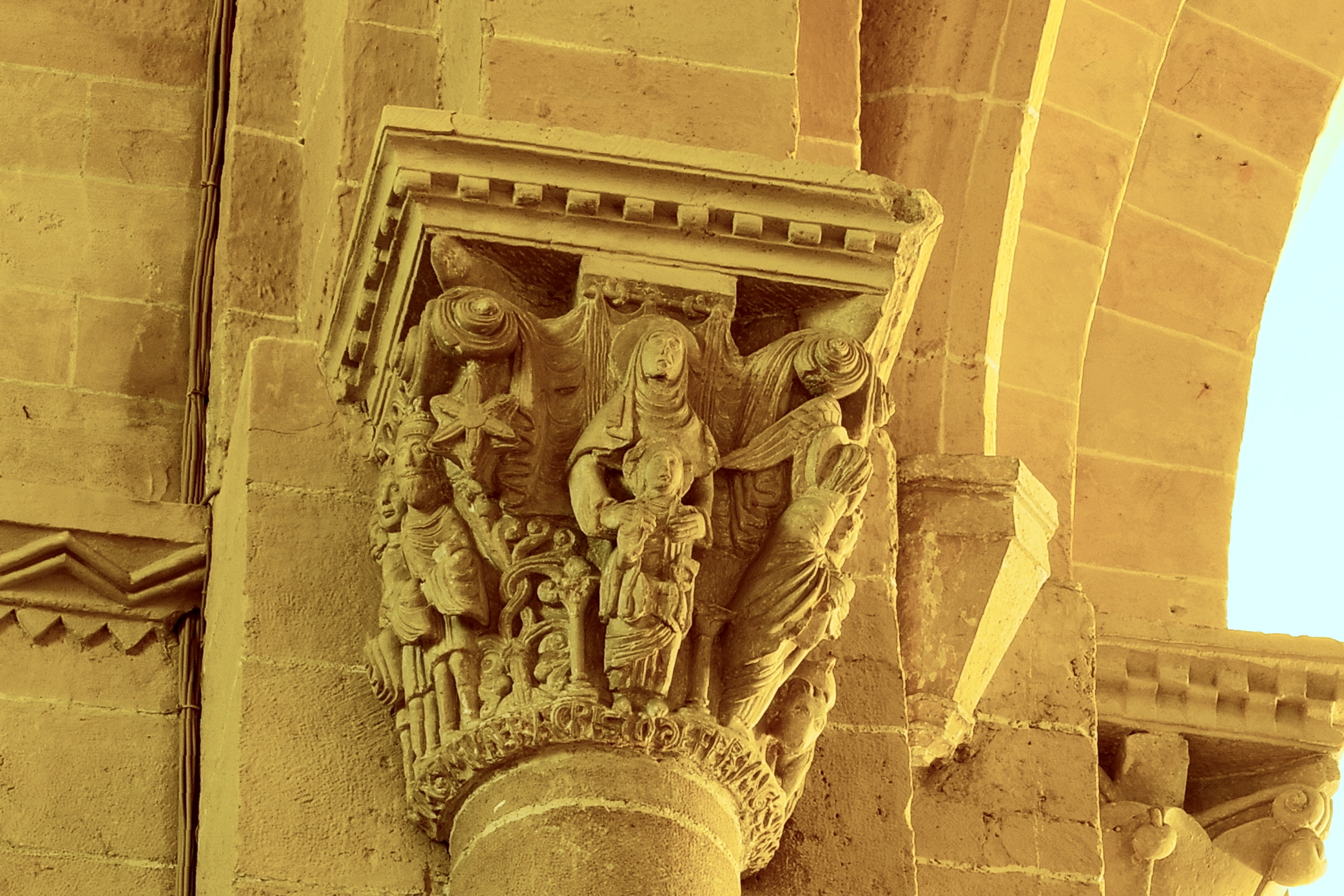
Adoration des mages
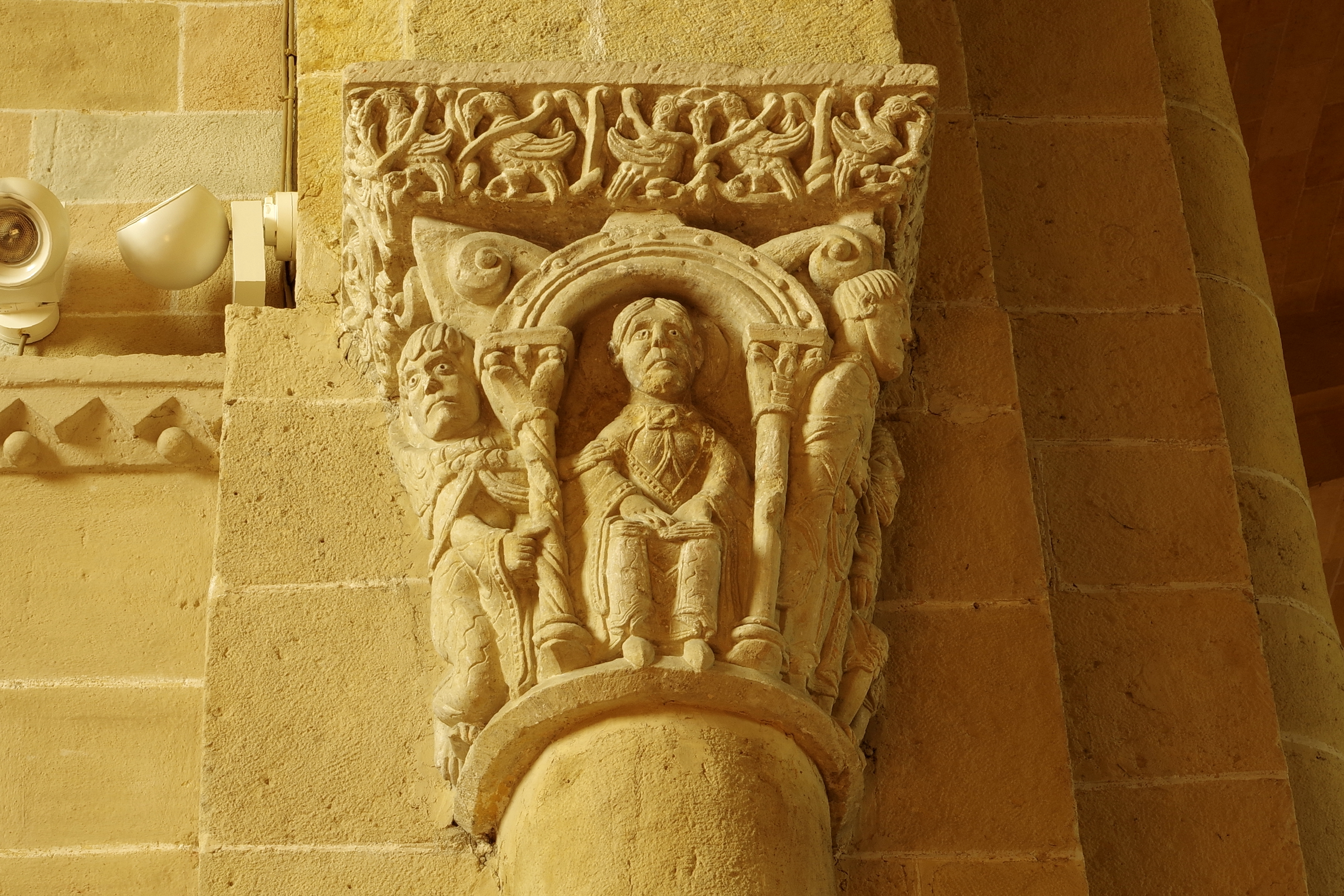
Christ en majesté
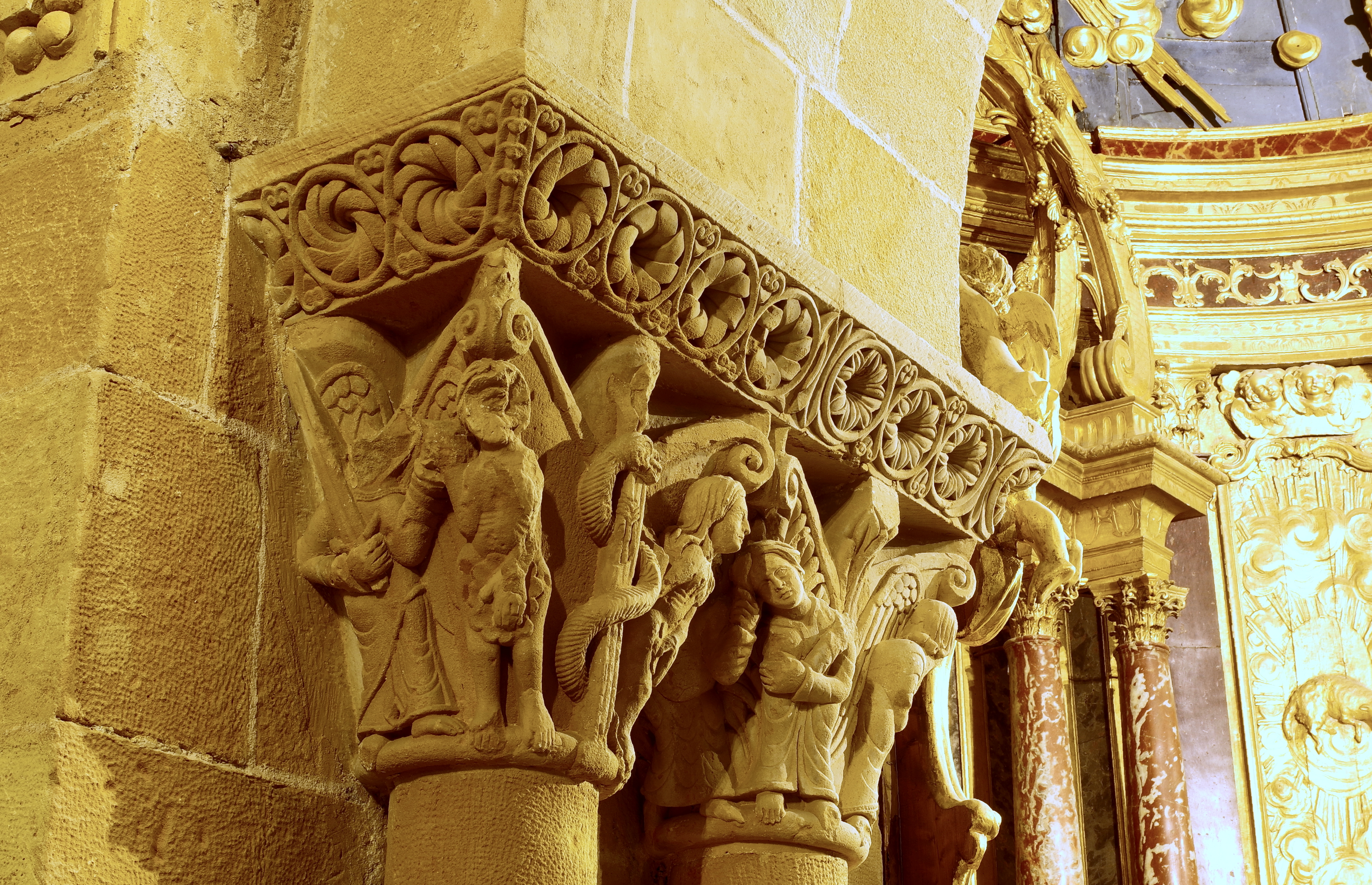
Adam et Eve, Caïn et Abel
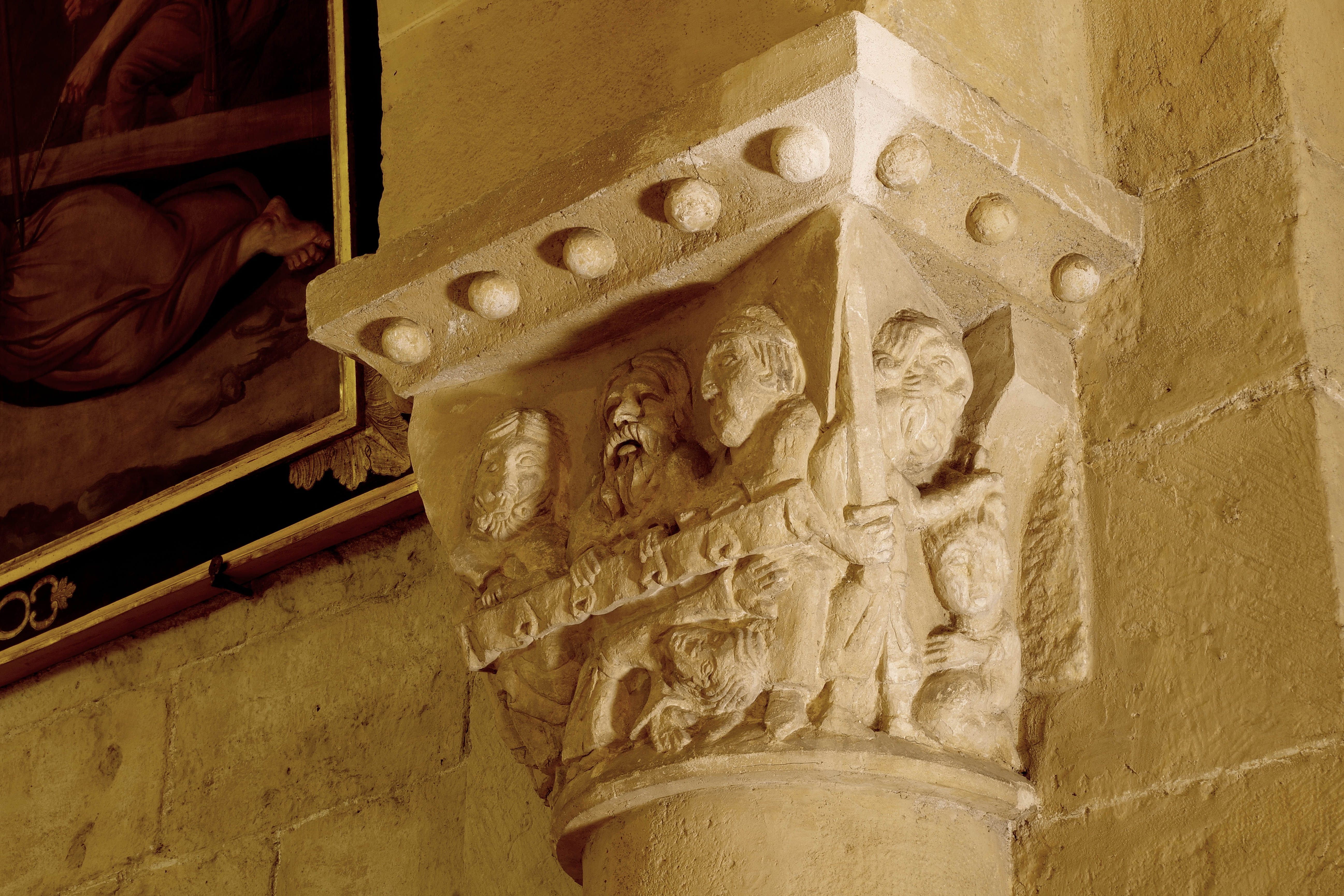
Décollation de saint Jean-Baptiste au festin d'Hérode
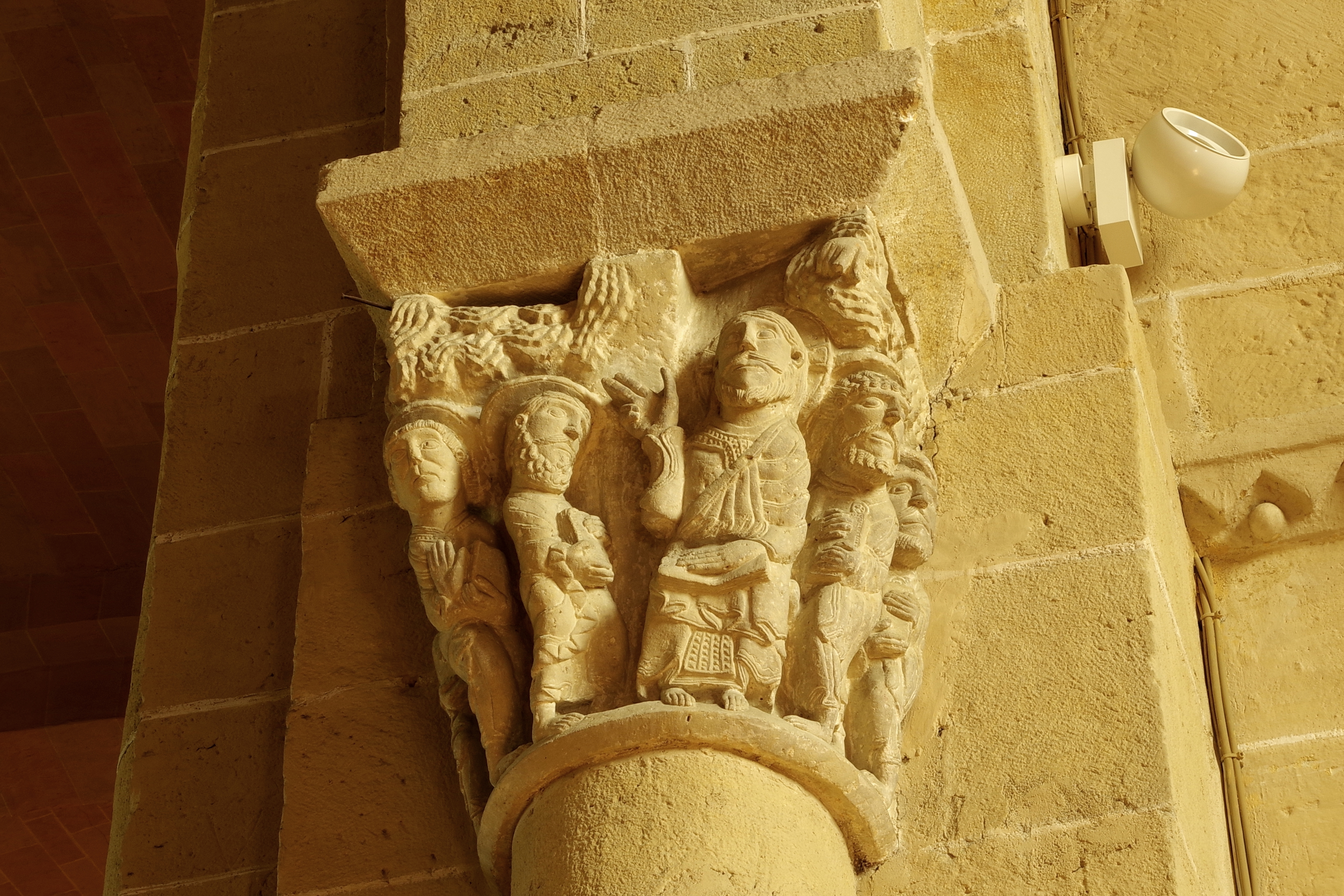
Le Christ et ses apôtres
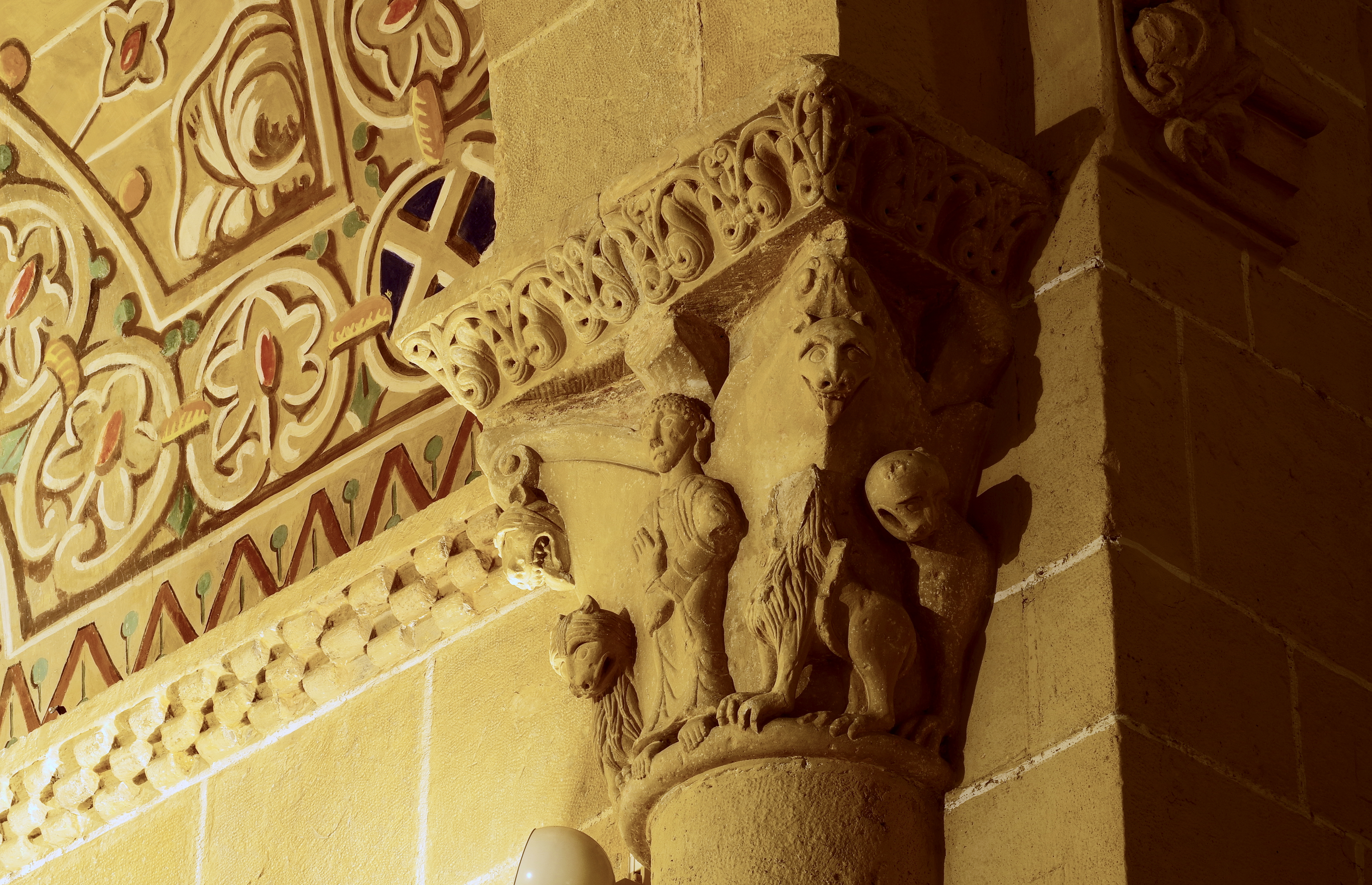
Daniel dans la fosse aux lions
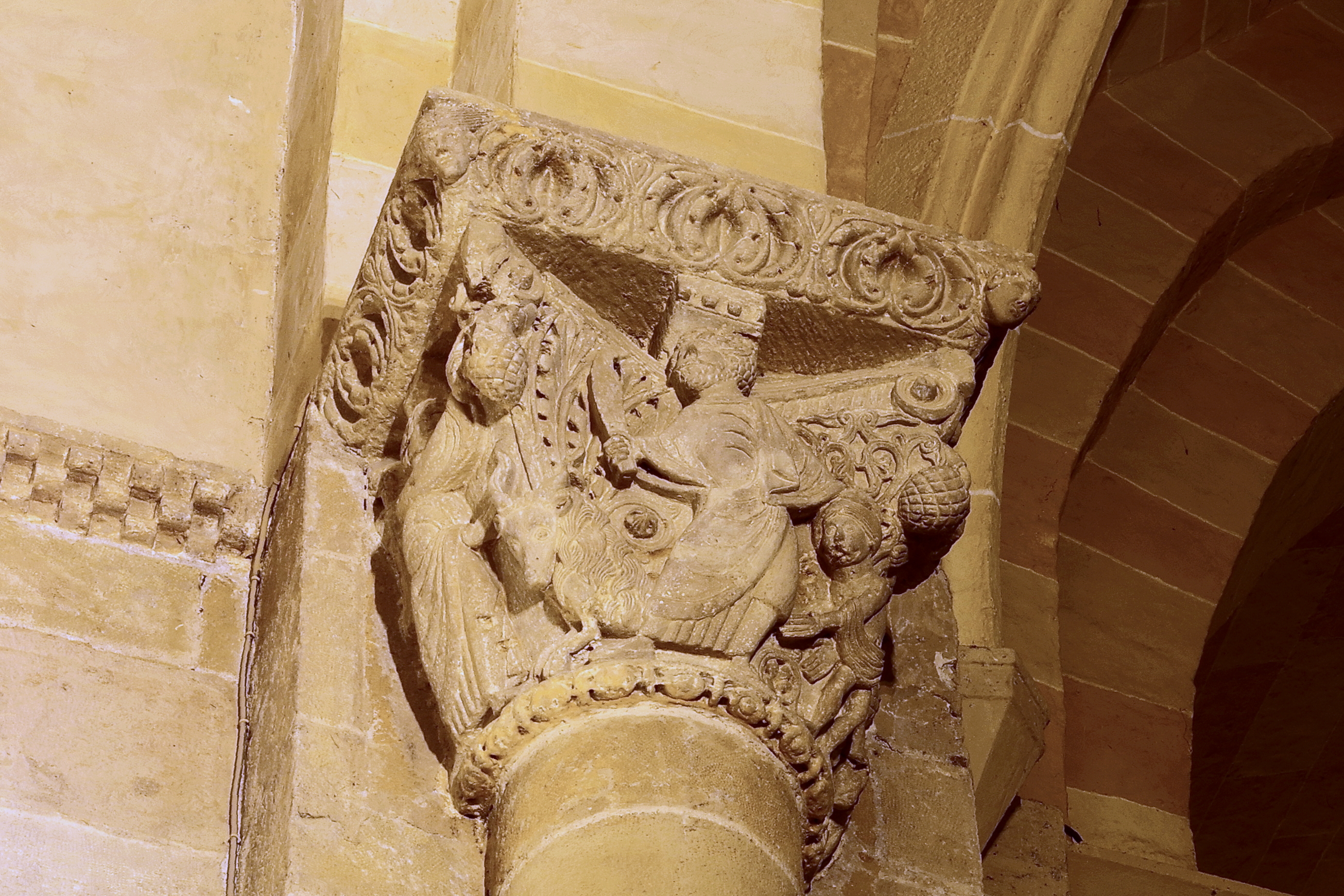
Le sacrifice d'Abraham

Le sol du chœur est pavé d'une mosaïque du XIIe siècle représentant une scène de chasse mauresque. Le chasseur est unijambiste, cela évoque les prothèses espagnoles admirées par Guy de Lons qui participa à la Reconquista. Cette mosaïque fut redécouverte sous un carrelage en 1838 puis restaurée en 1884. Les fresques du milieu du XVIIe siècle ont été récemment remises en valeur.
Des stalles du XVIe siècle représentent différents personnages catholiques, dont le Christ, les 12 apôtres, les 4 évangélistes, ainsi que différents saints populaires du Béarn. Les stalles furent déplacées dans la cathédrale en 1836 puis en 1859, auparavant elles fermaient le chœur des chanoines.

### L'orgue
L'édifice héberge un orgue romantique, construit par Georges Wenner en 1869 et classé aux monuments historiques de France depuis juin 1972. L'instrument se compose de trois claviers de 54 notes et d'un pédalier de 30 notes pour 32 jeux.

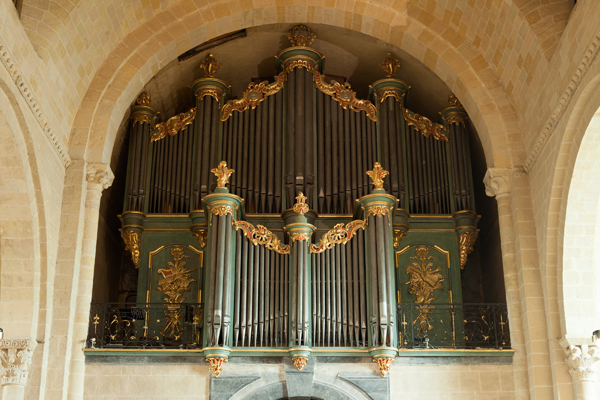
L'orgue.

Composition
| Grand-Orgue 54 notes |
| Montre 16'           |
| Bourdon 8'           |
| Flûte 8'             |
| Diapason 8'          |
| Principal 8'         |
| Prestant 4'          |
| Doublette 2'         |
| Plein jeu            |
| Cornet V             |
| Bombarde 16'         |
| Trompette 8'         |
| Clairon 4'           |

| Positif 54 notes |
| Bourdon 8'       |
| Flûte 8'         |
| Salicional 8'    |
| Violoncelle 4'   |
| Flûte 4'         |
| Euphone 8'       |
| Trompette 8'     |
| Clairon 4'       |

| Récit 54 notes    |
| Flute 8'          |
| Violoncelle 8'    |
| Voix angélique 8' |
| Flûte 4'          |
| Voix humaine 8'   |
| Hautbois 8'       |
| Trompette 8'      |
| Clairon 4'        |

| Pédalier 30 notes |
| Soubasse 16'      |
| Bourdon 8'        |
| Bombarde 16'      |
| Trompette 8'      |

## Nécropole royale

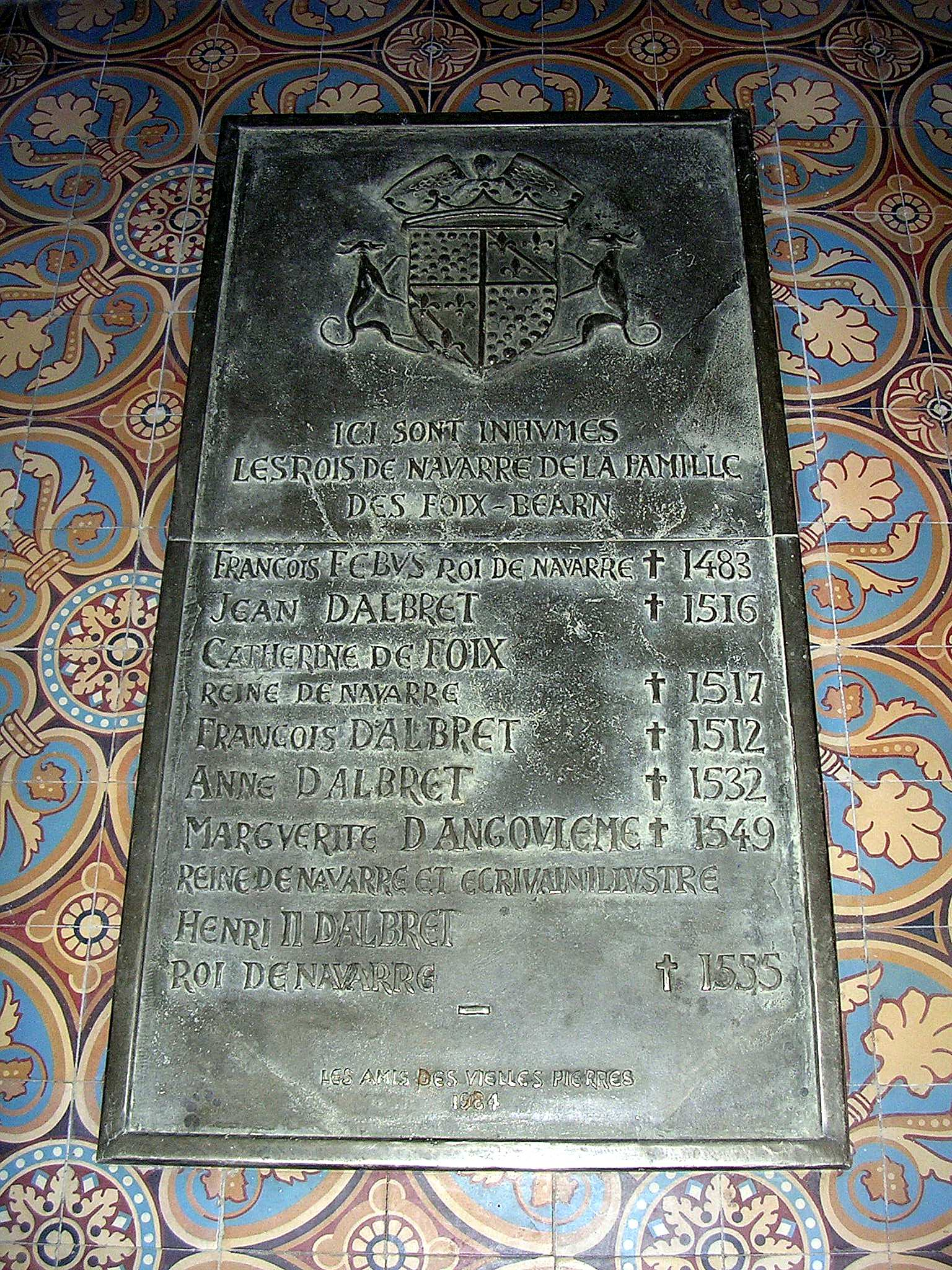
Plaque marquant l'emplacement de la tombe des rois de Navarre.

À partir de la fin du XVe siècle, la cathédrale devient la nécropole des rois de Navarre en lieu et place de la cathédrale Sainte-Marie de Pampelune. François Phébus y est inhumé en 1483, puis Catherine de Navarre, son époux Jean d'Albret et plusieurs de leurs enfants, dont Henri II d'Albret et sa femme Marguerite d'Angoulême, grands-parents du roi Henri IV. La cathédrale était ainsi réputée comme le Saint-Denis des souverains du Béarn, en référence à la basilique Saint-Denis pour les rois de France.
Des monuments funéraires en marbre blanc commandés par Henri II, probablement endommagés par les protestants en 1569 et par l'effondrement de la voûte du sanctuaire en 1599, il ne reste rien. Mais les fouilles réalisées en 1928 et 1929 ont permis de retrouver le caveau royal et les restes de ses occupants. La découverte eut lieu le 6 avril 1929, par la suite des anthropologues, des chirurgiens et des professeurs en anatomie furent sollicités afin d'identifier les ossements découverts. Ces derniers furent ensuite mis dans six petits cercueils en bois (le sixième accueillant des ossements royaux indéterminables), reconnaissables aux initiales des différents souverains, et remis dans leur ancienne sépulture refaite dans un état plus convenable.

## Bâtiments claustraux

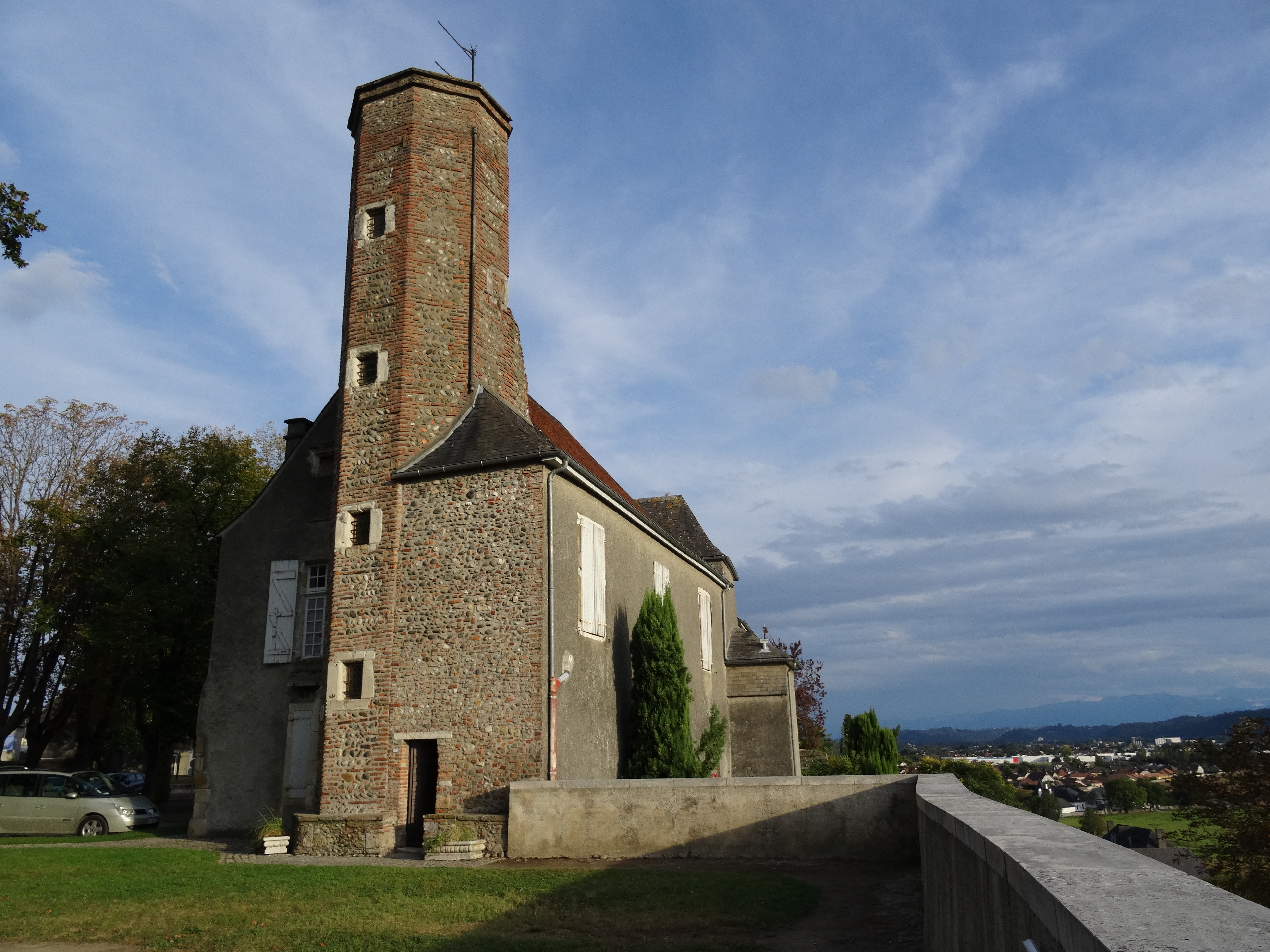
Actuel presbytère, construit au XVIIe siècle et affecté au logement du clergé. Il formait la limite sud des bâtiments claustraux. La tour du presbytère, intégrée aux fortifications de la ville, date du XVIe siècle et elle permet d'accéder aux remparts par des escaliers.

Les bâtiments claustraux formaient une sorte de cité fermée, affectée au Chapitre de chanoines de la cathédrale. Ils étaient limités au nord par la cathédrale et au sud par les murs de la ville. À l'ouest, ils dépassaient l'alignement de la façade de la cathédrale et avançaient en bordure sur la place du parvis.
On y accédait par deux portes : la porte de l'Ormeau, qui ouvrait sur le parvis de la cathédrale et la porte de Baliracq, à l'est, près de l'actuel presbytère.
La porte de l'Ormeau donnait accès à une cour, située en contrebas du cloître, qui le bordait à l'ouest, sur laquelle donnaient différents corps de bâtiments.
Affectés au service de l´académie, puis de l'Université protestante du Béarn de 1570 à 1579 et de 1591 à 1609, les bâtiments claustraux furent rendus au chapitre à cette date et retrouvèrent leurs fonctions primitives. D'après les statuts de 1627, la plupart d'entre eux étaient affectés au logement des chanoines, dont chacun occupait une maison qu'il devait entretenir à ses frais. Certains locaux avaient cependant un usage collectif, comme la vieille sacristie, la salle capitulaire (dont on ignore l'emplacement aux XVIe et XVIIe siècles), la bibliothèque, deux chapelles, l´une dédiée à saint Augustin et l'autre à saint Galactoire, ainsi que le cloître.
La plupart de ces bâtiments, y compris le cloître, disparurent dans le courant du XVIIIe siècle.
Sous la Révolution, les halles furent installées le long du mur de l'église, à l'emplacement du cloître, tandis que les maisons du Chapitre qui existaient encore furent vendues comme biens nationaux de 1791 à 1793.

### Le cloître
Le cloître était accolé à la façade sud de la cathédrale, sur laquelle on peut encore en voir quelques traces. Il n'en reste autrement aucun vestige. Grâce aux fouilles menées en 1888, qui en découvrirent les fondations ainsi que dix sarcophages et des monnaies du XIVe siècle, on sait que son préau mesurait environ 21 par 17 mètres, et ses galeries 4 mètres de large.
Probablement construit au XIVe siècle, il servit également de lieu de sépulture. Deux inscriptions funéraires qui semblent remonter à cette époque sont encore visibles sur le mur de l´église. Les inhumations se poursuivirent dans le cloître jusqu´en 1738.
Comme le reste des bâtiments claustraux, il fut affecté à l'usage de l'Académie protestante du Béarn et les chanoines n'en retrouvèrent les droits qu'au début du XVIIe siècle. En 1722, le Chapitre « rendit le cloître lieu public et profane ». Il est probable que le cloître tomba très rapidement en ruine et qu'il n'existait déjà plus dans la seconde moitié du XVIIIe siècle.

## Galerie

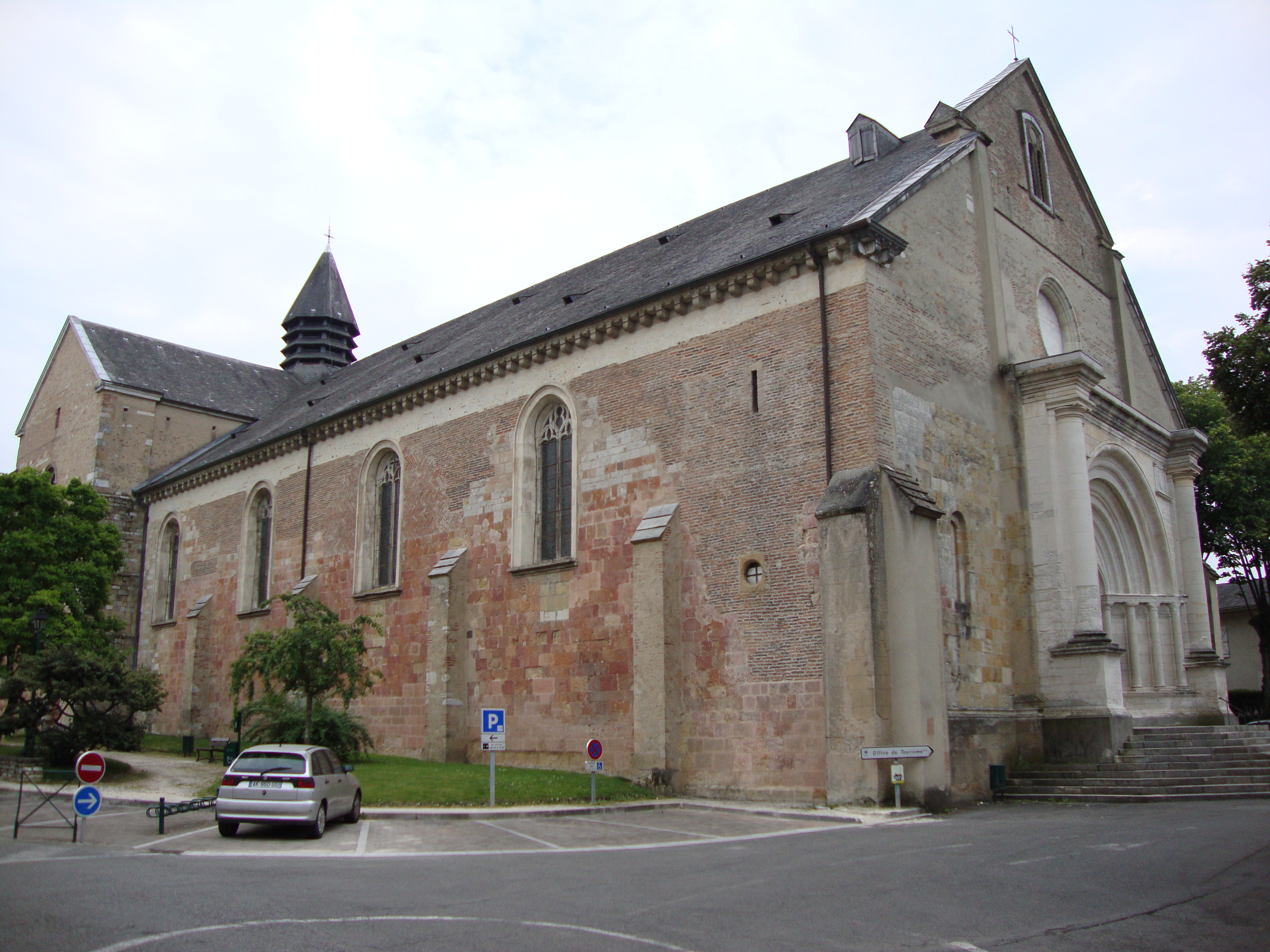
Vue d'ensemble.
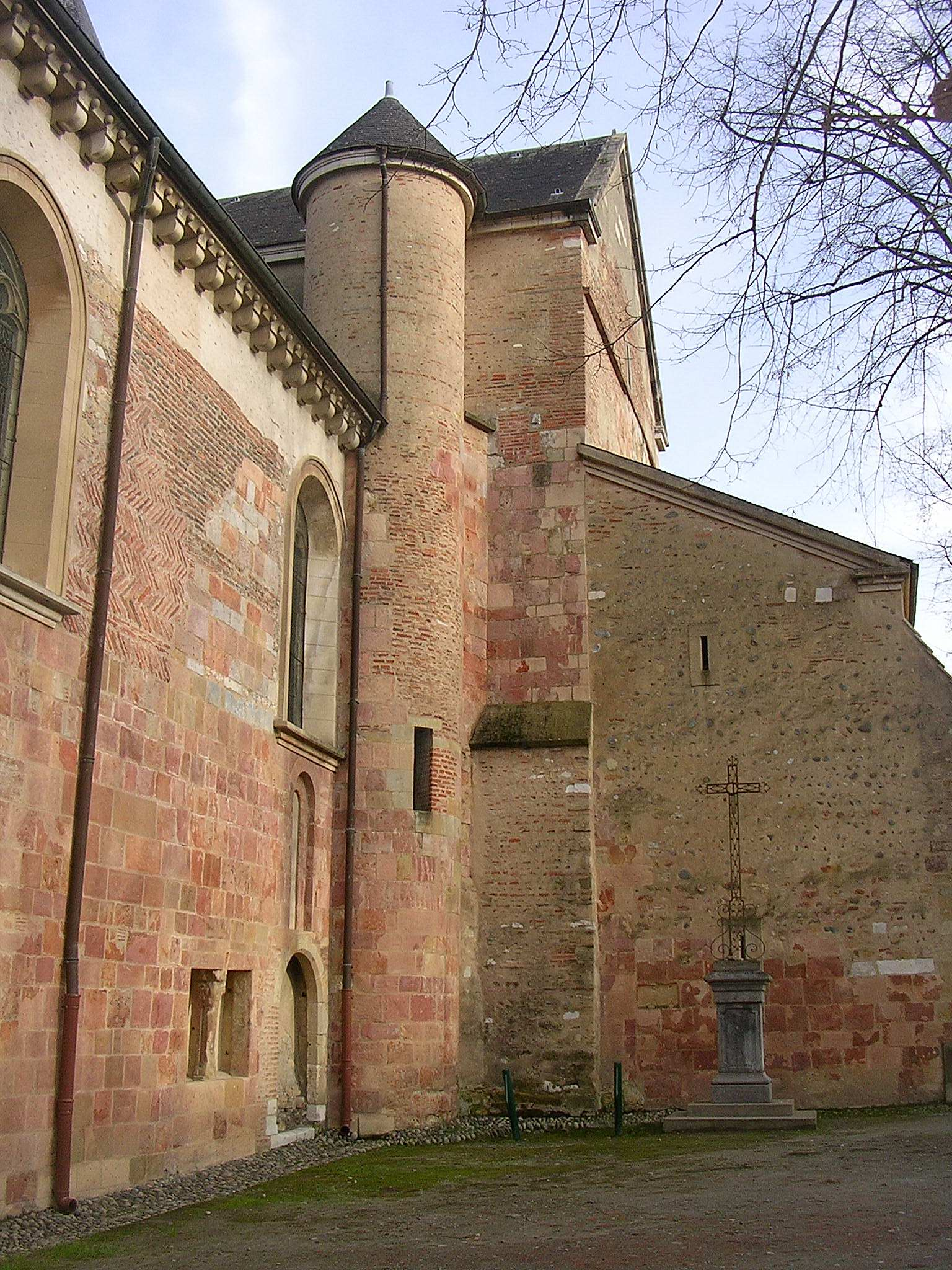
Vue du côté sud, jadis bordée par le cloître.
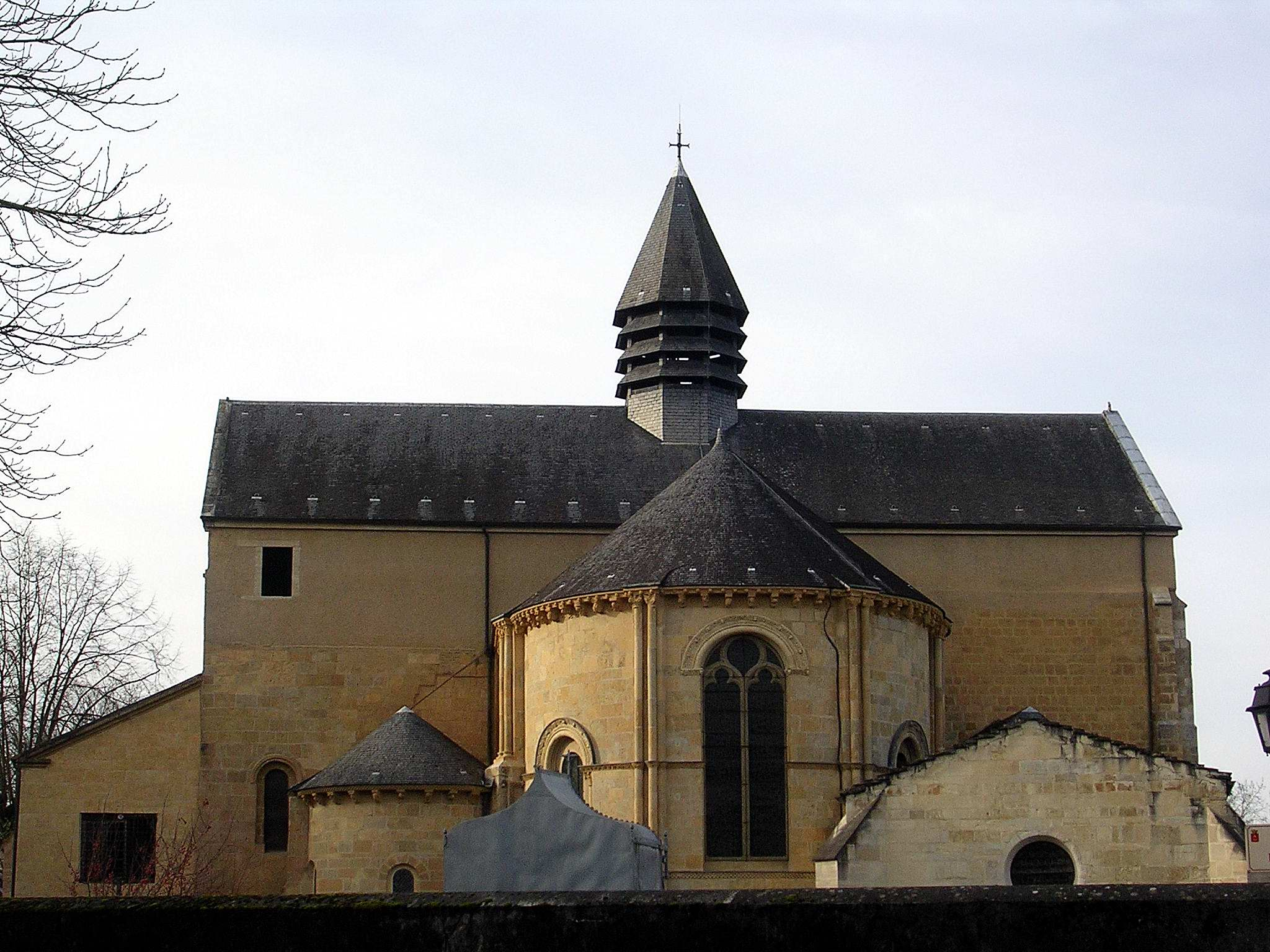
Vue de l'arrière du cimetière.
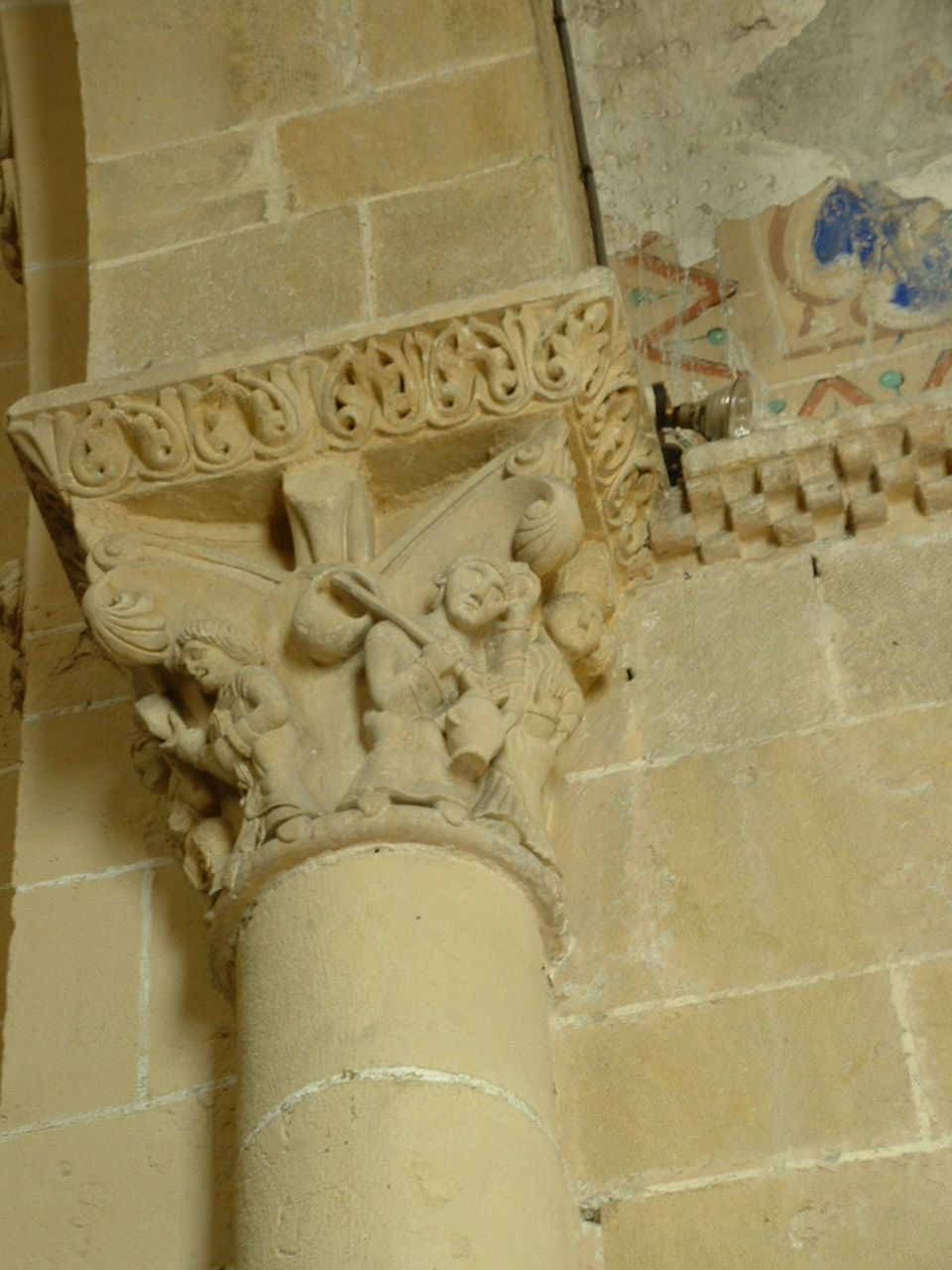
Chapiteau.
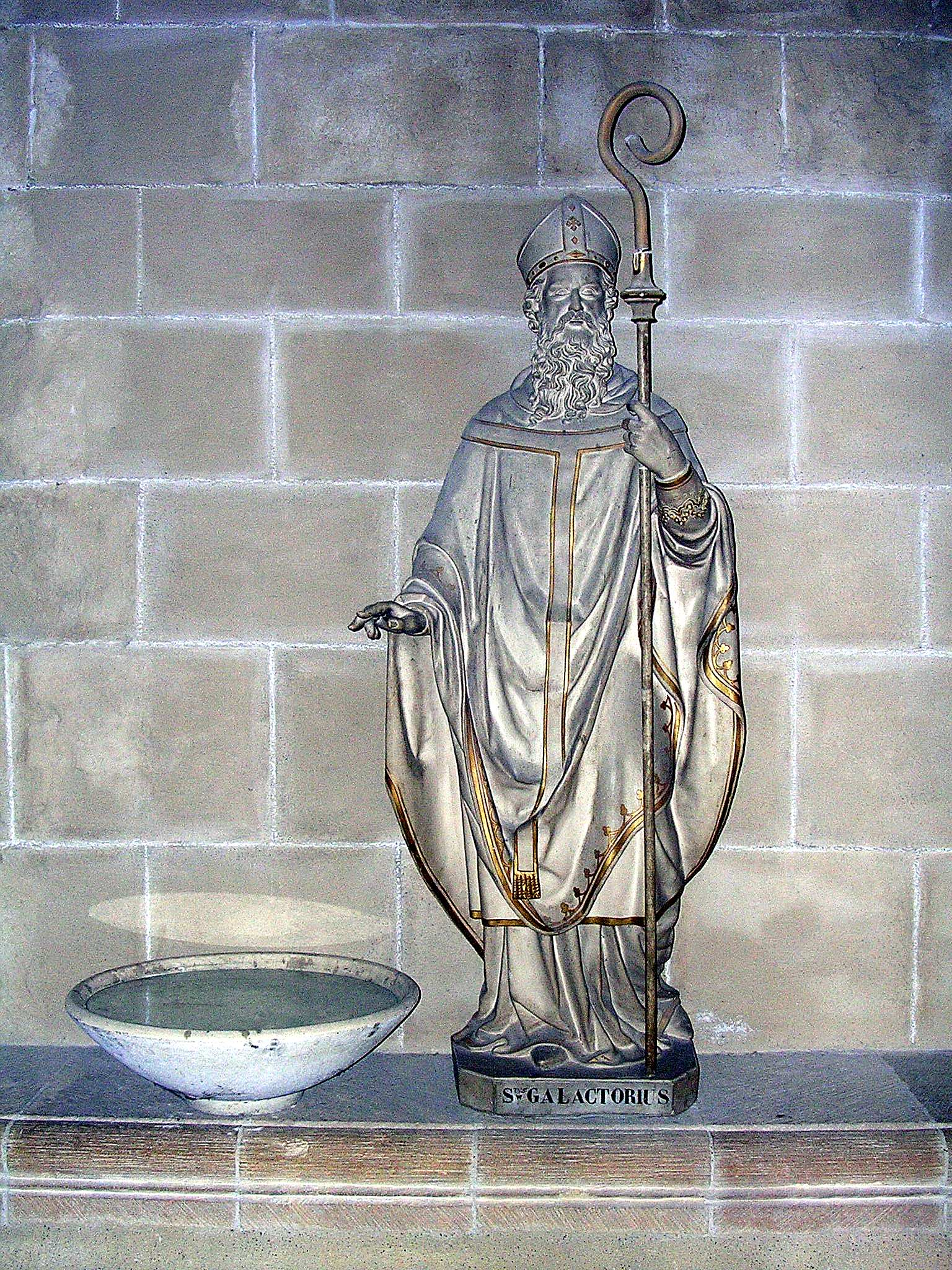
Statue de saint Galactoire.